# Angelite
Angelite (The Bulgarian Voices Angelite) ist ein bulgarischer Frauenchor, der 1992 von Tanja Andreeva, der ehemaligen Leiterin des Chors des bulgarischen Fernsehens, in Sofia als privater Chor gegründet wurde (und seit 1995 unter dem Namen Angelite tätig ist). Das Repertoire des Chores reicht von archaischen bulgarischen Volksliedern bis hin zu Autorenkompositionen, die zwar auf der Grundlage der traditionellen Musik aufbauen, hierfür jedoch zeitgemäße Ausdrucksmittel verwenden.
Durch mikrotonale Schwingungen und die glockenhellen und dennoch kehligen Stimmen der Frauen entsteht der besondere Sound des Chores. Der Chor ist auch für Cross-Over-Projekte bekannt: 1995 nahm Sergey Starostin unter Leitung von Michail Alperin mit dem südsibirischen Ensemble Huun Hur-Tu und dem bulgarischen Frauenchor Angelite das Album Fly Fly My Sadness auf. 1999 entstand beim Edinburgh Arts Festival mit Angelite in der Grey Friars Kirk das Livealbum Sergey Starostin’s Vocal Family – Journey. Der Chor arbeitete in weiteren Projekten auch mit Enrique Morente, António Zambujo oder der rumänischen Fanfare Ciocărlia. Phil Collins schrieb für diesen Chor das Stück Transformation, das Teil des Soundtracks des Disney-Films Bärenbrüder ist.
Konzerttourneen führten den Chor in die USA, nach Mexiko, Japan, Indien und in nahezu alle europäischen Länder; 1996 trat er bei der Feier der Preisverleihung des Friedensnobelpreises zusammen mit Jan Garbarek auf. Vorgänger von Angelite war der (seit 1992 in der alten Form aufgelöste) Frauenchor des bulgarischen Rundfunks und Fernsehens, der durch Marcel Cellier als Mystère des Voix Bulgares international bekannt wurde. Mittlerweile sind auch jene Aufnahmen des Vorgängerchors, die bei Jaro erschienen, unter dem Namen Angelite wiederveröffentlicht worden.

## Diskographie
- The Nidaros Concert (Jaro Medien 1983)
- A Cathedral Concert (Jaro Medien 1988)
- Mysteries (Jaro Medien 1991)
- From Bulgaria with Love (Jaro Medien 1992, nominiert für den Weltmusik-Grammy)
- Melody, Rhythm & Harmony (Mesa 1993, nominiert für einen Grammy)
- Fly Fly My Sadness (Jaro Medien 1995, mit Huun-Huur-Tu, S. Starostin, M. Alperin)[3]
- The Bulgarian Voices Angelite & Moscow Art Trio with Huun-Huur-Tu Mountain Tale (Jaro Medien 1997)
- Mercy for the Living (Jaro Medien 1999)
- Balkan Passions (Jaro Medien 2002, mit Maria Farantouri, Sezen Aksu, Okay Temiz und Fanfare Ciocarlia)
- An Angel’s Christmas (Jaro Medien 2003)
- The Bulgarian Voices Angelite With Huun-Huur-Tu & Moscow Art Trio Legend (Jaro Medien 2010)
- Angelina (Jaro Medien 2013)